# 皇冠假日酒店及度假村

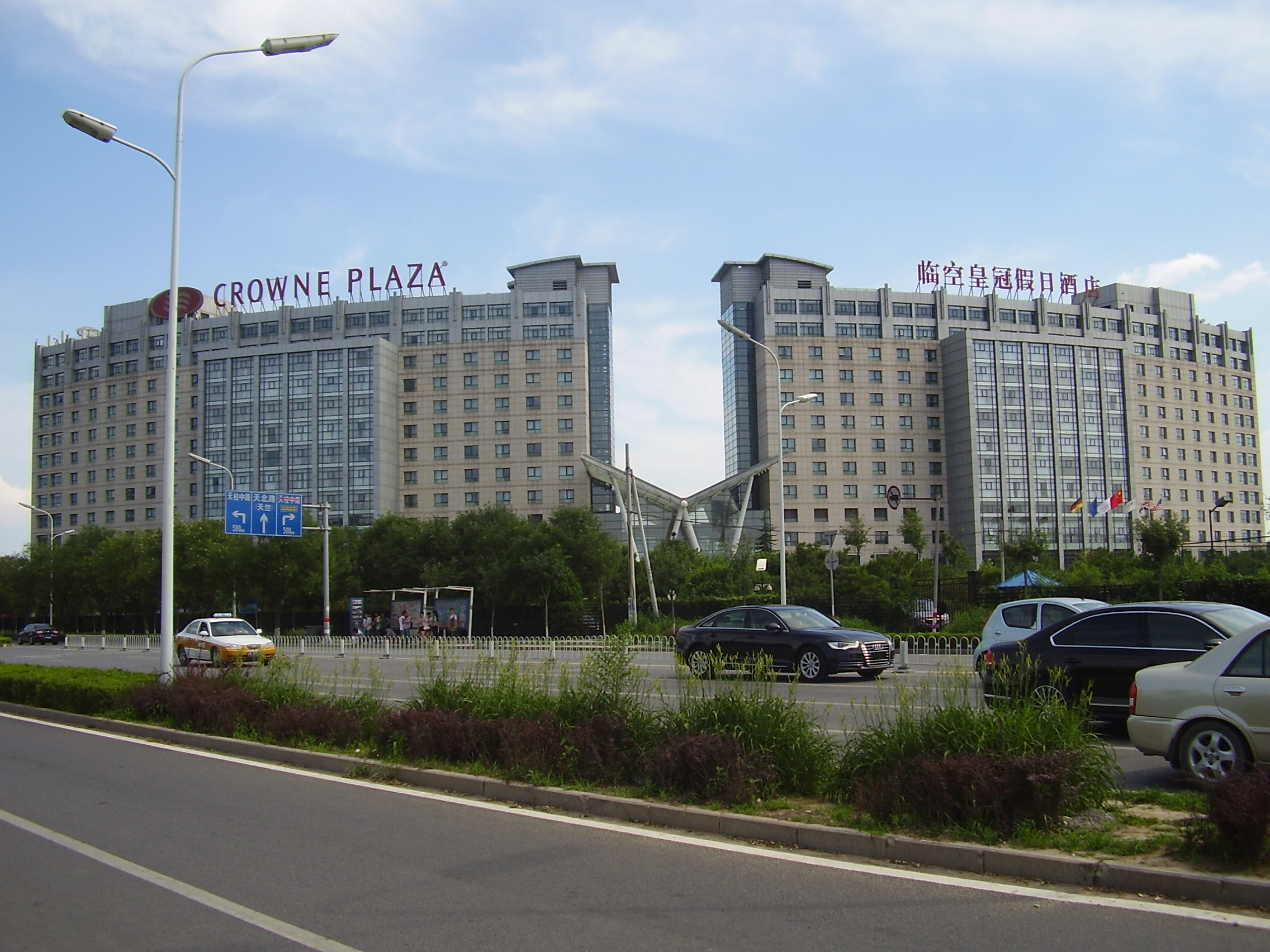
北京临空皇冠假日酒店

皇冠假日酒店（英語：Crowne Plaza）全名皇冠假日酒店及度假村（英語：Crowne Plaza Hotels & Resorts），是一個奢侈型酒店連鎖品牌，為洲際酒店集團所擁有，在全世界家經營逾3600家酒店，提供约110000张床位。
第一家皇冠假日酒店于1983年在馬里蘭州羅克維爾開業，幾年內從品牌中獨立出來（在當時英文品牌名稱仍包含「假日」字樣）。1999年葡萄牙馬德拉的第一家皇冠假日度假村開業。至今，皇冠假日在全球100多個國家有超過3431間飯店和118,000間客房。1990年，洲際酒店集團收購了皇冠假日酒店。
目前皇冠假日酒店在臺灣僅有台南大員皇冠假日酒店一間，原義大皇冠假日酒店已於2014年脫離洲際酒店集團）。香港第一家皇冠假日酒店為香港銅鑼灣皇冠假日酒店，位處銅鑼灣，於2009年11月3日開幕。第二家為香港九龍東皇冠假日酒店，位處將軍澳，於2012年9月28日開幕。

## 外部連結
- 官方网站